# Église de la Vierge Marie de Hah

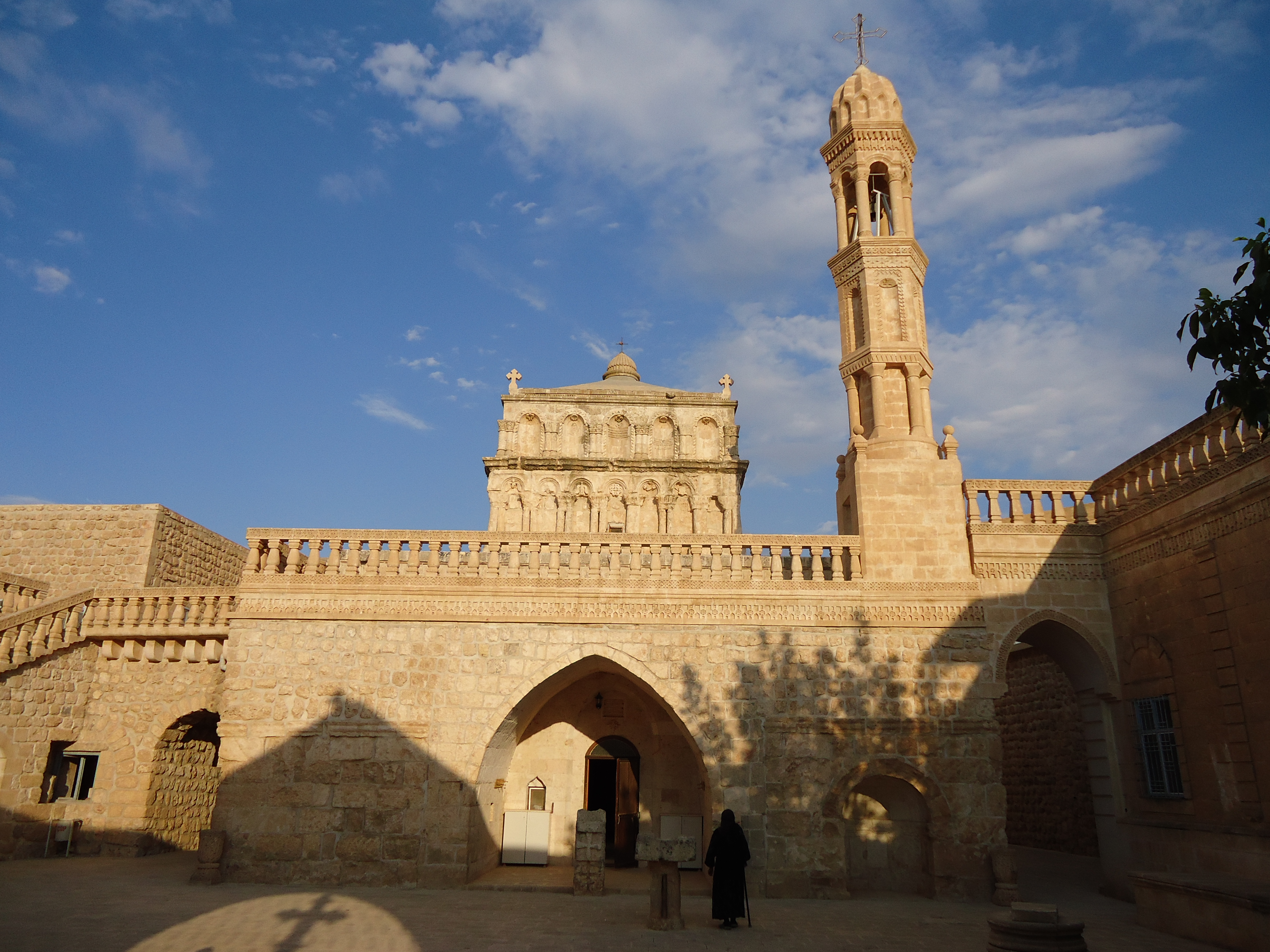
Église de la Vierge Marie de Hah

L'église de la Vierge Marie est une célèbre église syriaque orthodoxe située dans la ville de Hah (Anıtlı (tr)) dans la région du Tur Abdin au sud-est de la Turquie.
Selon la légende, elle aurait été bâtie par les rois mages à leur retour de Bethléem. C'est en tout cas une des plus anciennes églises de la chrétienté. Elle daterait en fait du VIe siècle.